# Ho ucciso mia moglie
Ho ucciso mia moglie (La poison) è un film del 1951 diretto da Sacha Guitry.

## Trama
I coniugi Braconnier sono una coppia benestante di mezza età senza figli e senza aspirazioni. Conducono la loro inutile vita in un piccolo paese e la mancanza di affetti li ha resi nemici uno dell'altra. Un giorno Paul, il marito, ascolta alla radio una trasmissione in cui si festeggia la centesima vittoria giudiziaria del celebre penalista parigino Aubanel, che riesce puntualmente a far assolvere gli assassini; decide così di fissare a Parigi un appuntamento con l'avvocato e gli dichiara di aver ucciso sua moglie, chiedendogli di assumere la sua difesa.
Nel tentare di ricostruire le circostanze del dramma, l'avvocato interroga Paul a fondo e, involontariamente, gli dà le indicazioni per portare a termine il delitto senza rischiare la condanna. Tornato a casa, Paul mette in pratica le istruzioni ricevute e accoltella la moglie. Il fatto produce un grande clamore nel piccolo paese e gli abitanti sono in qualche modo riconoscenti a Braconnier, che con il fatto di cronaca ha portato nuovi visitatori e nuove risorse economiche nella comunità. Nel frattempo si scopre che la donna stava tentando di eliminare a sua volta il marito attraverso una bevanda contenente un topicida. Paul viene arrestato e chiede l'assistenza dell'avvocato Aubanel ma questi, avendo scoperto il raggiro, non vuole assumere la sua difesa. Con la minaccia di un ricatto, Paul riesce a vincere la sua riluttanza e al processo si fa dipingere come vittima della moglie, ottenendo l'assoluzione.

## Produzione
Guitry volle realizzare questo film amaro e grottesco ricordando i sessanta giorni di detenzione che aveva dovuto scontare nel 1944 perché accusato di collaborazionismo. Grazie al professionismo di Michel Simon, leggendario perché non aveva mai bisogno di ripetere una scena, le riprese in interni furono realizzate in appena undici giorni. Gli esterni vennero girati nel villaggio di Marnes-la-Coquette. Lo stesso regista compare nei titoli di testa e di coda del film per spiegare le sue intenzioni e per elogiare la troupe.

## Remake
Nel 2001 il regista Jean Becker diresse il giallo-commedia Omicidio in Paradiso che ambienta la stessa vicenda negli anni settanta.